# Irina Kushch
Irina Ivánovna Kushch, en ruso: Ирина Ивановна Кущ (Rutkóvskaya en su primer matrimonio, Рутковская, Pleshakova en el segundo, Плешакова; nacida el 14 de enero de 1969 en Shájtinsk, Rusia) es una exjugadora de baloncesto rusa. Consiguió 4 medallas en competiciones internacionales, una con Unión Soviética y las otras tres con Rusia.